# Hildegard Zenser
Hildegard Zenser (* 28. Februar 1947 in Wesenberg, Mecklenburg-Vorpommern; † 31. Oktober 2003 in München) war eine deutsche Kunsthistorikerin.

## Leben
Hildegard Zenser wurde in Wesenberg geboren. Seit 1965 lebte und arbeitete sie in München. Sie studierte Kunstgeschichte an der Ludwig-Maximilians-Universität und promovierte 1970 zu dem Werk des deutschen Expressionisten Max Beckmann.
1984 veröffentlichte Zenser eine Monografie über Beckmann anlässlich seines 100. Geburtstags. Darin betrachtet sie das Werk und das Wirken des Malers durch das Prisma seiner Selbstbildnisse.
Bis heute gilt diese Monografie als eines der wichtigsten und ausführlichsten Werke über den deutschen Expressionisten, wobei die gemalten Selbstbildnisse darin erstmals geschlossen und farbig reproduziert werden.

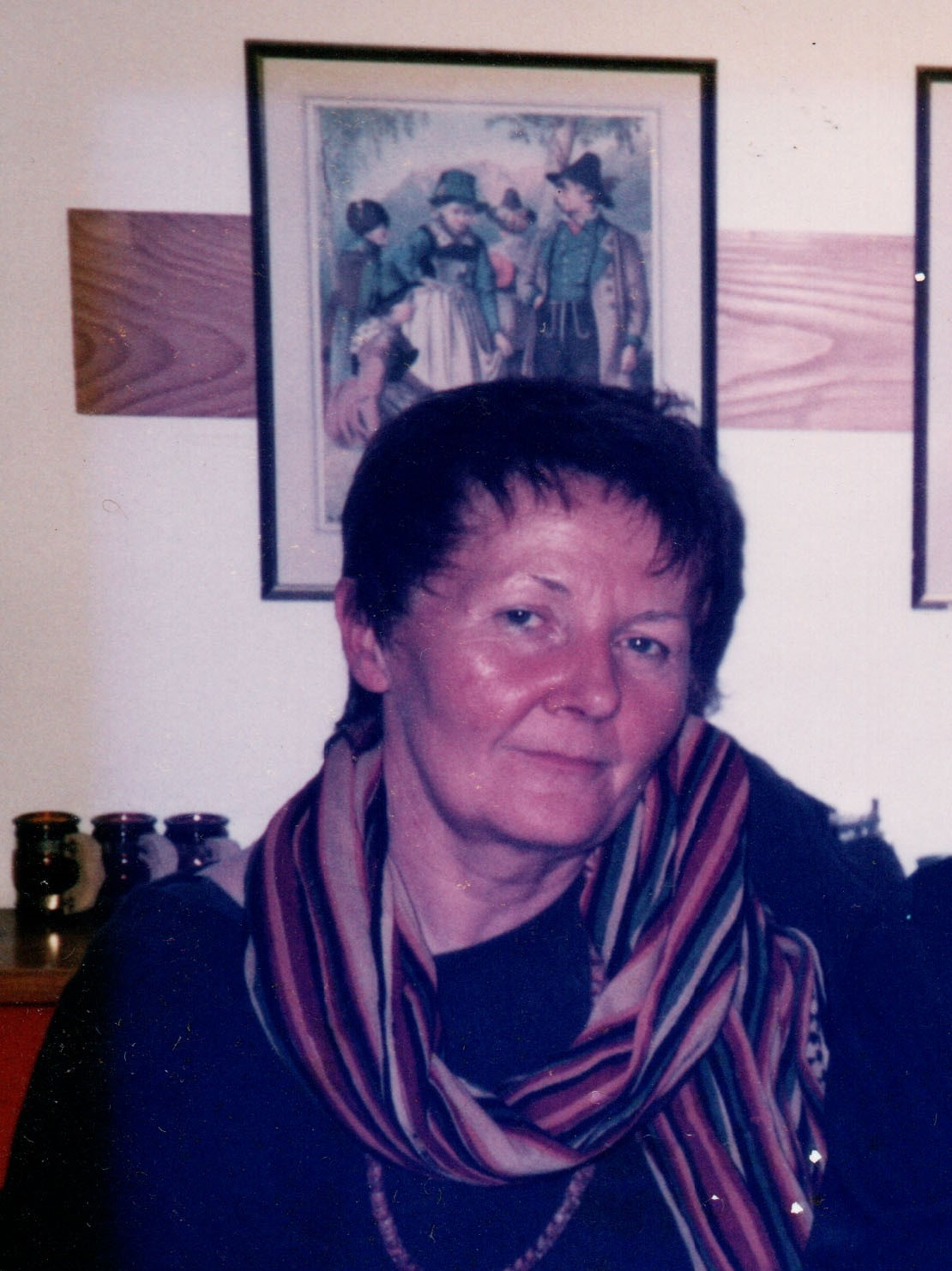

In ihrer Arbeit wendete Zenser innovative kunsthistorische Methoden an, wie beispielsweise eine psychologische, auf der Biografie des Malers basierte Analyse, die die existentielle Krise der ersten Hälfte des 20. Jahrhunderts zum Ausdruck brachte.
Sie betrachtete seine Selbstbildnisse, die als Höhepunkt seines künstlerischen Schaffens angesehen werden können, als gemalte Autobiografie und Geschichte der Kunst vor und während des Zweiten Weltkriegs in einem.
Durch die vielseitige Analyse und Gegenüberstellung der Selbstbildnisse Beckmanns ließ sich seine Lebensgeschichte, die durch viele Schicksalsschläge gekennzeichnet war, reproduzieren und auf seine künstlerische Entwicklung übertragen.
Die Monografie erfuhr zwei Auflagen und fand großen Anklang unter Kunstwissenschaftlern, Historikern und Kunstliebhabern.
Neben der Erforschung der Kunst Max Beckmanns verfasste Zenser einige wissenschaftliche Texte zu der zeitgenössischen Kunst in Deutschland.
Außerdem beschäftigte sie sich mit dem Thema „Frauen in der Kunst“ und verfasste einige Beiträge über berühmte Malerinnen der Moderne und ihre Rolle in historischen und geistigen Prozessen des 20. Jahrhunderts.
Hildegard Zenser war außerdem jahrelang als Kunstsammlerin tätig. Sie sammelte überwiegend Werke deutscher Maler des 20. Jahrhunderts.